# Jean Massaux
Pour les articles homonymes, voir Massaux.
Jean Massaux, né à Bruxelles le 12 juillet 1773 et décédé à Saint-Josse-ten-Noode le 10 février 1830, a été bourgmestre de Schaerbeek de 1807 à 1808.
La commune de Schaerbeek a donné son nom à une rue.